# Ternopilska oblast
Ternopilska oblast (ukrajinsko Тернопільська область, latinizirano: Ternopil'ska oblast'), pogovorno tudi  Ternopilščina (ukrajinsko Терно́пільщина, latinizirano: Ternopil'ščyna) ali Ternopilja (ukrajinsko Тернопі́лля, latinizirano: Ternopillja) je oblast v zahodni Ukrajini. Njeno upravno središče je mesto Ternopil.
Na zahodu meji z Ivano-frankivsko in Lvovsko, na severu z Rovensko, na vzhodu s Hmelnicko in na jugu s Črnoviško oblastjo. S 13 823 kvadratnimi kilometri površine je tretja najmanjša ukrajinska oblast, slovi pa po velikem številu jam, med katerimi je tudi najdaljša jama na svetu Optimistična, in gradov.

## Zgodovina
Ozemlje današnje Ternopilske oblasti je bilo v času habsburške monarhije del Kraljevine Galicije in Lodomerije, v obdobju med prvo in drugo svetovno vojno pa del poljskega Tarnopolskega vojvodstva. Oblast je novembra 1939 ustanovila Sovjetska zveza, potem ko je po paktu Ribbentrop-Molotov anektirala vzhodno Poljsko.

## Upravne delitve
Pred reformo julija 2020 se je oblast delila na 17 rajonov in eno mesto oblastnega pomena – Ternopil – podrejeno neposredno oblastni vladi.
Od oktobra 2020 oblast vsebuje tri rajone:
| Rajon             | Upravno središče | Površina (km²) | Prebivalstvo (2021) | Št. gromad |
| ----------------- | ---------------- | -------------- | ------------------- | ---------- |
| Kremenški rajon   | Kremenec         | 2635,7         | 141.675             | 8          |
| Ternopilski rajon | Ternopil         | 6162,3         | 562.142             | 25         |
| Čortkivski rajon  | Čortkiv          | 5022           | 326.745             | 22         |

## Prebivalstvo
Ob ukrajinskem popisu prebivalstva leta 2001 se je 97,8 % prebivalcev Ternopilske oblasti opredelilo za Ukrajince; preostanek so predstavljali Rusi (1,2 %), Poljaki (0,3 %) in druge narodnosti (0,7 %).
Ternopilska oblast je najbolj ukrajinsko govoreča oblast v državi: ob popisu je ukrajinščino kot svoj materni jezik navedlo več kot 98 odstotkov prebivalcev.